# 카스텔베키오 교

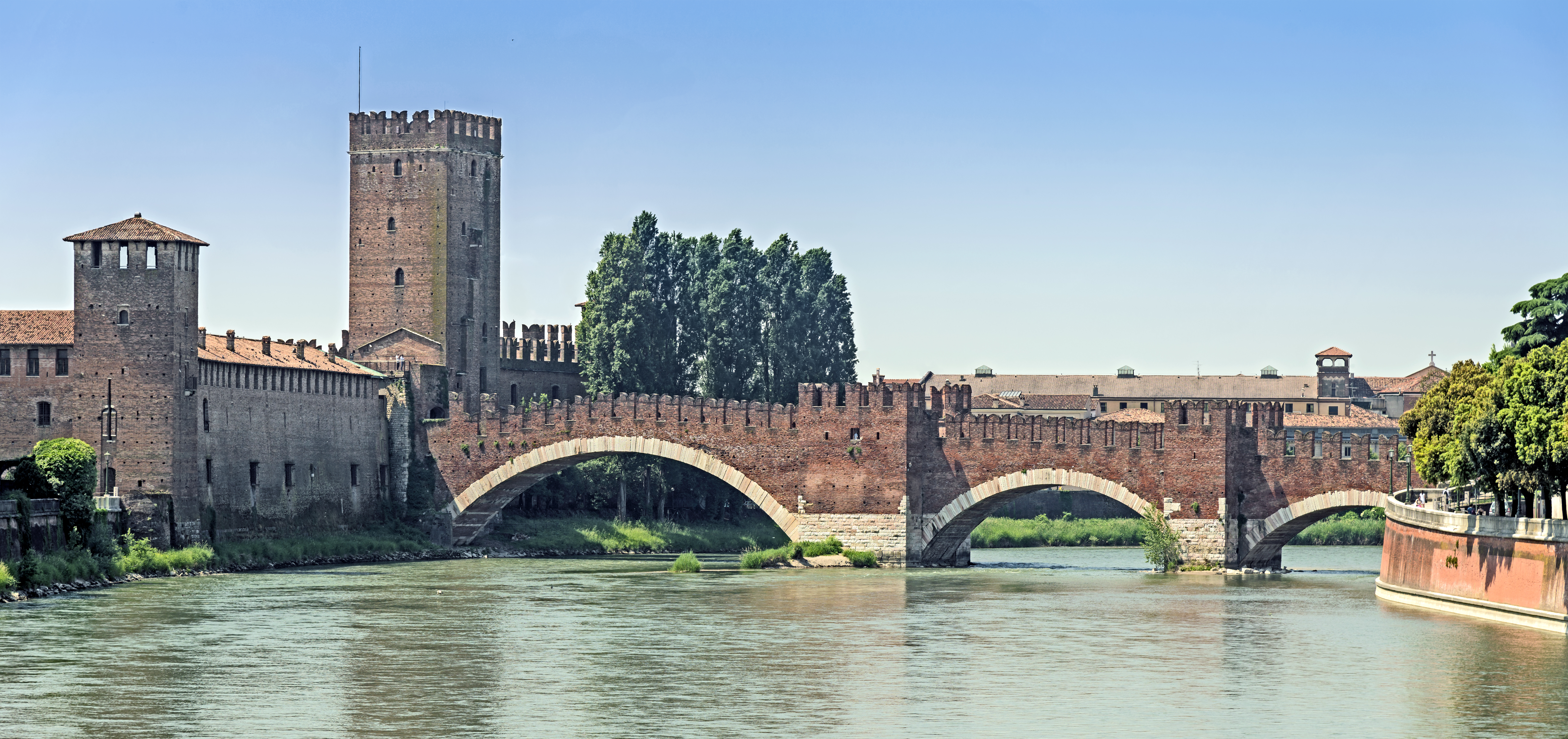
카스텔베키오교

카스텔베키오교(이탈리아어: Ponte di Castelvecchio 폰테 디 카스텔베키오[*]) 또는 스칼리게로교(Ponte Scaligero 폰테 스칼리게로[*])는 이탈리아 베로나 아디제강 위에 있는 다리이다. 카스텔베키오 성과 이어져있다.
1945년 4월 24일, 카스텔베키오 교는 퇴각하는 독일군에 의해 피에트라 교와 함께 완전히 파괴되었다가 건축가 리베로 세치니에 의해 1949년에 다리를 재건하여 1951년에 완공되었다.

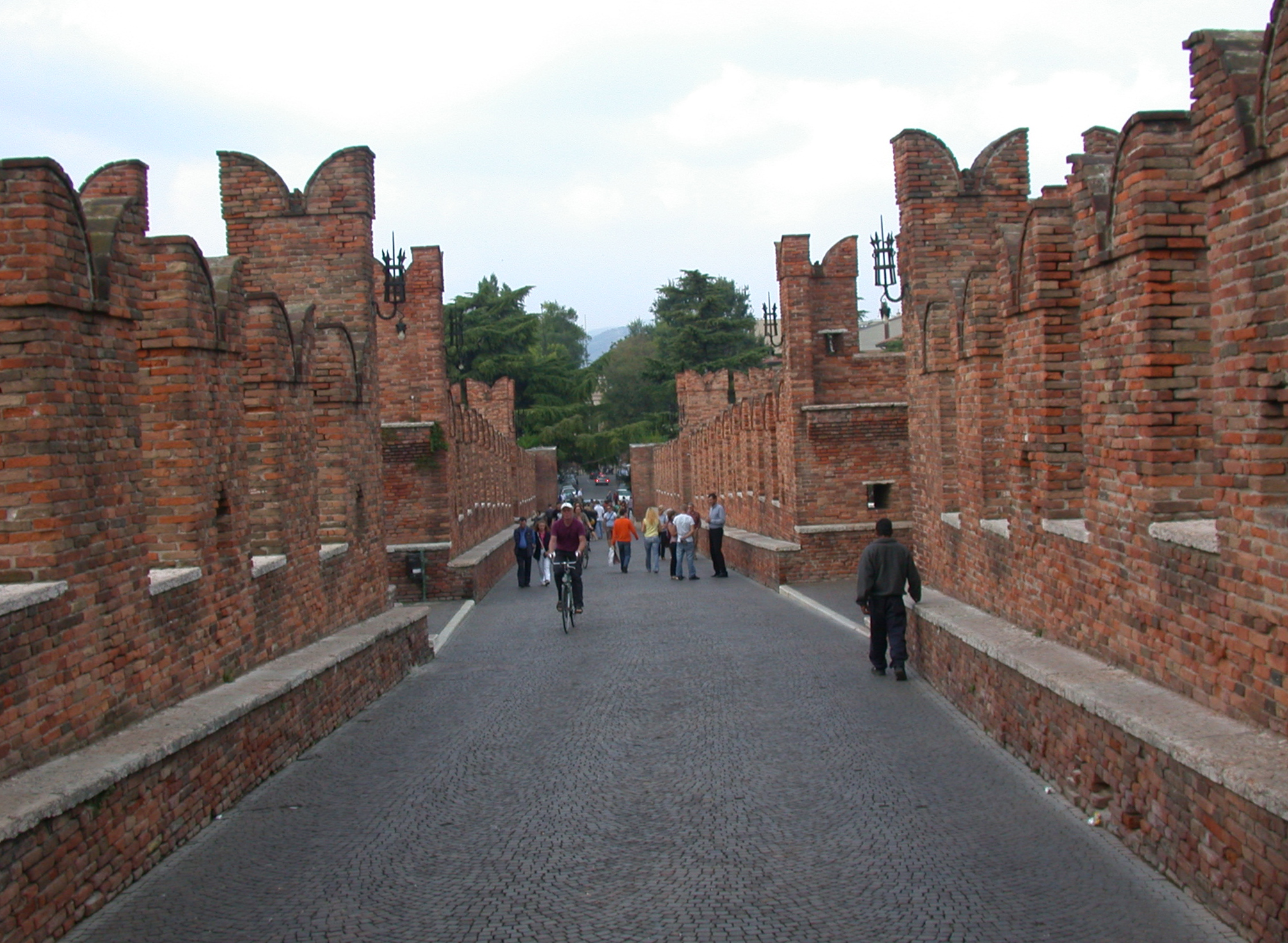
다리 위 모습